# 菱亞馬遜
菱亞馬遜（日语：ヒシアマゾン），是美國出生的日本純種競賽馬匹。生涯活躍於中長途賽事，曾勝出1993年阪神三歲牝馬錦標及1994年女皇伊利沙伯二世盃，亦勝出玫瑰錦標及京都大賞典等其他七項分級賽，被譽爲1990年代最強名雌之一。

## 出賽前
1991年3月26日出身於美國肯塔基州Taylor Made牧場，成長途中被馬主阿部雅一郎購入並被引入日本。
其後交由美浦訓練中心練馬師中野隆良訓練。

## 競賽生涯

### 3歲（現2歲）
1993年9月19日出戰中山競馬場3歲新馬戰，比賽初段一直保持於先頭下於直路成功衝出並壓贏對手，最終以頸位優秀取得首勝。
其後出戰懸鈴木賞及京成盃三歲錦標，均於其中取得第二。
12月5日出戰阪神三歲牝馬錦標，比賽途中選擇於先頭約莫第二、三的位置展開推進，並於直路上繼續加速拋離對手，最終不斷衝刺下成功拉開對手5馬位取得首個一級賽冠軍。
年末，由於其勝出一級賽，因而以87票當選最佳3歲雌馬。

### 4歲（現3歲）
1994年年初其以京成盃爲目標，但於其中一直被必高快馬壓制下無法贏過對手，最終以2馬位差距落敗。
1月30日出戰女皇盃，採用先頭戰術下在直路不斷超前，最終以輕鬆的姿態取得冠軍。
4月16日出戰水晶盃，比賽初段其選擇於中團第八左右的位置展開推進，並於比賽途中保持穩定的節奏。進入直路後，前方領放馬Taiki Wolf繼續處於領先的狀態，並於最後100米仍然保有4馬位的優勢。然而此時菱亞馬遜突然於外檔位置爆發末腳，最終不斷衝刺之下不但成功超越對手領先，更以拉開對手1馬位的姿態取勝。
其後出戰新西蘭盃四歲錦標，比賽初段保持於約莫第五的情況下於彎道開始發力，最終進佔有利位置的情況下輕鬆加速獲勝。
入秋後其出戰皇后錦標及玫瑰錦標，均於其中以優秀的表現獲勝。
11月13日出戰女皇伊利沙伯二世盃，賽前以1.8倍的獨贏賠率取得壓倒性的第一人氣。比賽開始後，其無視前方Birthroot的領放，選擇以自身節奏於最後方位置緩慢追走。進入對面直路後，騎師中館英二選擇指揮其逐步發力加速爬升位置，於第四彎道時候經已處於第六。進入直路後，縱然於剛才經已進行長距離加速，但仍然無礙其在直路轟出後600米34.8秒的末腳速度，最終以鼻位險勝對手以六連勝的姿態取得第二個一級賽冠軍。
12月25日出戰有馬紀念，將和本年度經典三冠馬成田拜仁決戰。比賽開始後，於成田拜仁採取的先行戰術下，菱亞馬遜選擇以居中戰術保持於中團位置，並於通過第三彎道後逐步加速，於第四彎道經已處於佔先的成田拜仁的身後。進入直路後，兩駒隨即展開纏鬥，然而於成田拜仁展現優秀爆發力之下，其被對手不斷拉開且無法重新迫近，最終以3馬位差距落敗。
年末，由於其以極具統治力的方式贏得一級賽冠軍並於有馬紀念表現良好，因而以161票當選最佳4歲雌馬。

### 5歲（現4歲）
1995年年初陣營安排其前往美國進行遠征，然而抵達當地後腳部出現不適，最終決定退賽並返回日本。
回國後出戰高松宮盃作爲年度首戰，然而比賽途中無法順應騎師中館的指揮一直於先頭位置暴走領放，最終力盡下以第五完賽。
但進入秋季後，其狀態完全恢復下以壓倒性的優勢勝出產經賞及京都大賞典，成功達成分級賽連勝。
11月26日出戰日本盃，賽前僅次於成田拜仁取得第二人氣。比賽開始後，其繼續採用後上戰術於後方位置等待時機，並於通過第四彎道時候抽出外檔準備加速。進入直路後，其於所在位置不斷衝刺，可惜仍然無法超越一早取得領先的德國代表大地，最終被拉開1 1/2馬位落敗。
12月24日出戰有馬紀念，然而受到漏閘的影響下一直無法於比賽中挽回，劣勢，最終以第五落敗。
年末，由於其兩勝一級賽並於日本盃發揮優秀的表現，因而於評選中以170票當選最佳5歲及以上雌馬。

### 6歲（現5歲）
1996年年初處於休養下於6月復出出戰安田紀念，然而無法於直路直路爆發速度衝出下以第十大敗。
入秋後直接出戰女皇伊利沙伯二世盃，比賽初段選擇於中團靠後位置推進下於直路跑出優秀的速度，最終以第二名衝線。然而於賽後審議其被指出直路上的斜行行爲妨礙多匹賽駒，最終賽會判處其貶至第七的懲罰。
12月24日出戰有馬紀念，雖然於比賽途中保持穩定的節奏，但於直路上稍微力弱且無法進入全速狀態，最終以第五完賽。

### 7歲（現6歲）
1997年其原定以京王盃春季盃作爲年度首戰，但於4月30日被發現右前腳患有肌腱炎，最終於陣營商討後決定安排利退役。

### 詳細賽績
| 日期       | 舉辦國家 | 馬場 | 距離   | 級別 | 賽事名稱           | 負重 | 騎師     | 馬號 | 出馬 | 名次 | 時間   | 頭馬（二馬）          |
| ---------- | -------- | ---- | ------ | ---- | ------------------ | ---- | -------- | ---- | ---- | ---- | ------ | --------------------- |
| 19/9/1993  | 日本     | 中山 | 泥1200 |      | 3歲新馬            | 53   | 中館英二 | 3    | 11   | 1    | 1:13.7 | （Nobori Ryu）        |
| 24/10/1993 | 日本     | 東京 | 泥1400 |      | 懸鈴木賞           | 53   | 江田照男 | 10   | 11   | 2    | 1:26.3 | Mitsuru Masaru        |
| 13/11/1993 | 日本     | 東京 | 草1400 | GII  | 京成盃三歲錦標     | 53   | 中館英二 | 9    | 9    | 2    | 1:22.9 | Yamanin Ability       |
| 5/12/1993  | 日本     | 阪神 | 草1600 | GI   | 阪神三歲牝馬錦標   | 53   | 中館英二 | 3    | 15   | 1    | 1:35.9 | （Robe Montante）     |
| 9/1/1994   | 日本     | 中山 | 草1600 | GIII | 京成盃             | 55   | 中館英二 | 1    | 8    | 2    | 1:34.2 | 必高快馬              |
| 30/1/1994  | 日本     | 東京 | 草1600 | GIII | 女皇盃             | 55   | 中館英二 | 6    | 13   | 1    | 1:35.1 | （Eishin Vermont）    |
| 16/4/1994  | 日本     | 中山 | 草1200 | GIII | 水晶盃             | 53   | 中館英二 | 6    | 14   | 1    | 1:08.5 | （Taiki Wolf）        |
| 5/6/1994   | 日本     | 東京 | 草1600 | GII  | 新西蘭盃四歲錦標   | 54   | 中館英二 | 4    | 9    | 1    | 1:35.8 | （Machikane Allegro） |
| 2/10/1994  | 日本     | 中山 | 草2000 | GIII | 皇后錦標           | 54   | 中館英二 | 7    | 11   | 1    | 2:02.9 | （Jono Butterfly）    |
| 23/10/1994 | 日本     | 阪神 | 草2000 | GII  | 玫瑰錦標           | 55   | 中館英二 | 8    | 15   | 1    | 2:00.0 | （Agnes Parade）      |
| 13/11/1994 | 日本     | 京都 | 草2400 | GI   | 女皇伊利沙伯二世盃 | 55   | 中館英二 | 6    | 18   | 1    | 2:24.3 | （Chokai Carol）      |
| 25/12/1994 | 日本     | 中山 | 草2500 | GI   | 有馬紀念           | 53   | 中館英二 | 8    | 13   | 2    | 2:32.7 | 成田拜仁              |
| 8/7/1995   | 日本     | 中京 | 草2000 | GII  | 高松宮盃           | 57   | 中館英二 | 7    | 12   | 5    | 2:03.0 | 詩歌劇                |
| 18/9/1995  | 日本     | 中山 | 草2200 | GII  | 產經賞             | 57   | 中館英二 | 2    | 10   | 1    | 2:16.3 | （Irish Dance）       |
| 8/10/1995  | 日本     | 京都 | 草2400 | GII  | 京都大賞典         | 57   | 中館英二 | 8    | 13   | 1    | 2.25.3 | （Tamamo Highway）    |
| 26/11/1995 | 日本     | 東京 | 草2400 | GI   | 日本盃             | 57   | 中館英二 | 12   | 14   | 2    | 2:24.8 | 大地                  |
| 24/12/1995 | 日本     | 中山 | 草2500 | GI   | 有馬紀念           | 55   | 中館英二 | 7    | 12   | 5    | 2:34.6 | 摩耶重炮              |
| 9/6/1995   | 日本     | 東京 | 草1600 | GI   | 安田紀念           | 56   | 中館英二 | 10   | 17   | 10   | 1:33.9 | 步步雷霆              |
| 10/11/1995 | 日本     | 京都 | 草2200 | GI   | 女皇伊利沙伯二世盃 | 56   | 中館英二 | 11   | 16   | 7    | 2:14.3 | 舞伴                  |
| 22/12/1995 | 日本     | 中山 | 草2500 | GI   | 有馬紀念           | 54   | 河内洋   | 5    | 14   | 5    | 2:35.0 | 櫻花桂冠              |

## 退役後
退役後，菱亞馬遜成爲繁殖雌馬，於北海道靜內町（今新日高町）出羽牧場休養，於1997年進行配種並於年內被轉移至美國肯塔基州尼古拉斯維爾Taylor Made牧場。首匹子嗣Hishi Andes在1998年出生，可於2000年出賽。
2011年於第十匹子嗣出生後由配種馬退役，被轉移至肯塔基州凡爾賽Polo Green Stable進行養老生活。
2019年4月15日，其因衰老以28歲的高齡死亡。

### 詳細繁殖資料
| 數目   | 馬名              | 出生年 | 性別 | 父系          | 練馬師                           | 馬主                           | 戰績                        |
| ------ | ----------------- | ------ | ---- | ------------- | -------------------------------- | ------------------------------ | --------------------------- |
| 第一匹 | Hishi Andes       | 1998   | 雄   | 馬莎盧        | 美浦・中野隆良                   | 阿部雅一郎                     | 4戰0冠0亞0季（退役）        |
| 第二匹 | Hishi Silver Made | 1999   | 雌   | Silver Deputy | 美浦・中野隆良                   | 阿部雅一郎                     | 9戰1冠1亞1季（退役・繁殖）  |
| 第三匹 | Hishi Ballado     | 2000   | 雌   | Saint Ballado | 美浦・中野隆良                   | 阿部雅一郎                     | （未出戰・繁殖）            |
|        | （狀態不明）      |        |      |               |                                  |                                |                             |
|        | （狀態不明）      |        |      |               |                                  |                                |                             |
| 第四匹 | 菱亞馬遜2003      | 2003   | 雄   | 雷電峽谷      |                                  |                                | （未出戰）                  |
| 第五匹 | Amazi             | 2004   | 雌   | 再度驚喜      | 美國・Alan Goldberg              | Jayeff B Stables               | 17戰2冠0亞4季（退役・繁殖） |
| 第六匹 | Hishi Luster      | 2005   | 雄   | 靈駒          | 美浦・中野隆良 →名古屋・角田輝也 | 阿部雅一郎                     | 9戰4冠0亞1季（退役）        |
| 第七匹 | Flying Warrior    | 2006   | 雄   | 靈駒          | 美國・Clay Bischoff              | Clay Bischoff                  | 39戰5冠8亞4季（退役）       |
|        | （狀態不明）      |        |      |               |                                  |                                |                             |
|        | （狀態不明）      |        |      |               |                                  |                                |                             |
| 第八匹 | Hishi Last Lady   | 2009   | 雌   | Posse         | 美浦・手塚貴久                   | 阿部雅一郎 →阿部雅英           | 5戰0冠0亞1季（退役・繁殖）  |
| 第九匹 | Hishi Last Guy    | 2010   | 雄   | Corinthian    | 美浦・久保田貴士 →水澤・村上實   | 阿部雅一郎 →阿部雅英 →前田敏文 | 19戰2冠2亞1季（退役）       |
| 第十匹 | 菱亞馬遜2011      | 2011   | 雄   | War Pass      |                                  |                                | （未出戰）                  |

## 血統簡介
父系Theatrical爲愛爾蘭生產的愛爾蘭及美國賽駒，生涯戰績優秀，曾勝出育馬者盃草地大賽、草地經典邀請賽、鬥士錦標、劍舞者邀請賽等一級賽，亦於愛爾蘭打吡跑獲亞軍。祖父雷里耶夫爲加拿大著名種馬北地舞人子嗣，由於自身配種成績亦非常優秀，現已經確立成一支獨立的種馬系統。
母系Katies爲愛爾蘭賽駒，生涯戰績優秀，曾勝出愛爾蘭一千堅尼。外祖父Nonoalco爲美國生產的法國賽駒，生涯戰績亦非常優秀，曾勝出莫尼大賽、撒拉曼德大賽、二千堅尼錦標及隆尚磨坊大賽。

### 血統表
| 父線：雷利耶夫系（北地舞人系）                   |                                  |             |                |
| 種馬 Theatrical 1982年（棗色）                   | 雷利耶夫 1977年（棗色）          | 北地舞人    | 新北區         |
| 種馬 Theatrical 1982年（棗色）                   | 雷利耶夫 1977年（棗色）          | 北地舞人    | Naltama        |
| 種馬 Theatrical 1982年（棗色）                   | 雷利耶夫 1977年（棗色）          | Special     | Forli          |
| 種馬 Theatrical 1982年（棗色）                   | 雷利耶夫 1977年（棗色）          | Special     | Thong          |
| 種馬 Theatrical 1982年（棗色）                   | Tree of Knowledge 1977年（棗色） | Sassaftas   | Sheshoon       |
| 種馬 Theatrical 1982年（棗色）                   | Tree of Knowledge 1977年（棗色） | Sassaftas   | Ruta           |
| 種馬 Theatrical 1982年（棗色）                   | Tree of Knowledge 1977年（棗色） | Sensibility | Hail to Reason |
| 種馬 Theatrical 1982年（棗色）                   | Tree of Knowledge 1977年（棗色） | Sensibility | Pange          |
| 繁殖雌馬 Katies 1981年（深棗色）                 | Nonoalco 1971年（棗色）          | Neactic     | Nearco         |
| 繁殖雌馬 Katies 1981年（深棗色）                 | Nonoalco 1971年（棗色）          | Neactic     | Lady Angela    |
| 繁殖雌馬 Katies 1981年（深棗色）                 | Nonoalco 1971年（棗色）          | Seximee     | Hasty Road     |
| 繁殖雌馬 Katies 1981年（深棗色）                 | Nonoalco 1971年（棗色）          | Seximee     | Jambo          |
| 繁殖雌馬 Katies 1981年（深棗色）                 | Mortefontaine 1969年（棗色）     | Polic       | Relic          |
| 繁殖雌馬 Katies 1981年（深棗色）                 | Mortefontaine 1969年（棗色）     | Polic       | Polaire        |
| 繁殖雌馬 Katies 1981年（深棗色）                 | Mortefontaine 1969年（棗色）     | Brabantia   | Honeyway       |
| 繁殖雌馬 Katies 1981年（深棗色）                 | Mortefontaine 1969年（棗色）     | Brabantia   | Porthaven      |
| 雌系：號族：7-f                                  |                                  |             |                |
| 五代內近親交配：新北區 4×3、Pharos + Fairway 5×5 |                                  |             |                |

## 命名由來
名字中，Hishi（ヒシ）是馬主阿部雅一郎之冠名，出自其所經營的公司之屋號「菱雅」，Amazon（アマゾン）就是位於南美洲的亞馬遜雨林，而香港的早期翻譯，亦會忽略冠名部分，直接翻譯為「亞馬遜」。

## 外部連結
- 菱亞馬遜 netkeiba.com （页面存档备份，存于）
- 血統簡介 （页面存档备份，存于）